# Maksim Goerov
Maksim Sergejevitsj Goerov (Russisch: Максим Сергеевич Гуров) (Alma-Ata, 30 januari 1979) is een Kazachse wielrenner.

## Belangrijkste overwinningen
1999
- Eindklassement Ronde van Bulgarije

2000
- 10e etappe Ronde van Argentinië

2010
- Kazachs Kampioen op de weg, Elite

## Resultaten in voornaamste wedstrijden
| Jaar | Ronde van Italië | Ronde van Frankrijk | Ronde van Spanje |
| ---- | ---------------- | ------------------- | ---------------- |
| 2005 |                  |                     |                  |
| 2007 | 118e             |                     |                  |
| 2011 | 151e             |                     |                  |

| Jaar | Ronde van Vlaanderen | Parijs-Roubaix |  | WK op de weg |
| ---- | -------------------- | -------------- |  | ------------ |
| 2005 |                      |                |  | 89e          |
| 2007 |                      |                |  |              |
| 2011 | 80e                  | 47e            |  |              |

Abakoumov ·
Bazajev ·
Colom ·
de Kort ·
Frei ·
Goerov ·
Haselbacher ·
Iglinski ·
Ivanov ·
Jakovlev ·
Joachim · 
Kasjetsjkin (tot 31/08) · 
Kemps · 
Kessler (tot 15/07) ·
Klöden ·  
Kolesov ·
Mazet · 
Mazzoleni (tot 15/07) ·
Michajlov ·
Mizoerov ·  
Morabito ·
Moeravjov · 
Navarro ·
Rast ·
Redondo (tot 15/08) ·  
Savoldelli ·
Schär · 
Sladkov ·
Vinokoerov (tot 31/07) 
Adamou · Athanasiades · Aulas · Brousse · Bruson · Di Lorenzo · Eleftheriades · Fattas · Fournet-Fayard · Genovesi · Georges · Goerov · Ratti · Skettos · Stavrou · Terrenzio · van der Velde · Chaudoy (stagiair) · Di Serafino (stagiair)
Aulas · Berthou · Beuret · Brousse · Colli · Fournet-Fayard · Genovesi · Goerov · Kocjan · Pardilla · Raisoni · Ratti · Sella · D. Tamayo · Terrenzio · Tizza · Ventoso · J. Tamayo (stagiair)
Bazajev ·
Contador ·
A. Davis ·
S. Davis ·
de la Fuente ·
Dmitriev ·
Dyaçenko ·
Fofonov ·
Gasparotto ·
Goerov ·
Hernández ·
Hryvko ·
M. Iglinski · 
V. Iglinski ·
Jufré ·
Kirejev ·
Navarro ·
Nepomnyaşşïy ·
Noval ·
Pereiro ·
Raimbekov ·
Renev ·
Selvaggi ·
Štangelj ·  
Tiralongo · 
Vinokoerov ·
Zejts